# Stefan IV (påve)
Stefan IV (kallad Stefan V från 1500-talet till 1960), född i Rom, död 24 januari 817, var påve från den 22 juni 816 till sin död, 24 januari 817.

## Biografi
Stefans födelsedatum är okänt, men han var son till en Marinus, och tillhörde en romersk adelsätt som även två andra påvar härstammade från. Under hans ungdom hade han åtnjutit beskydd av Hadrianus I och Leo III; den senare hade vigt honom till diakon. När han valdes och konsekrerades till påve, direkt efter Leo III:s död, den 22 juni 816, var han redan uppburen för sin stora fromhet.
Genast sedan han blivit påve förmådde han romarna att avlägga en trohetsed inför kejsar Ludvig den fromme, till vilken han även skickade meddelande om sin utnämning. Därefter reste han till Frankrike i egen hög person, och krönte Ludvig. Från denna världsliga härskare mottog han ett antal värdefulla gåvor, och tillsammans förnyade de överenskommelserna som sedan en tid hade gällt mellan frankerna och påvedömet.
Medan han befann sig i Gallien gav han palliumet till Theodulf av Orléans, en av kungens högsta rådgivare. På hemvägen passerade han Ravenna och gav dem Jesu sandaler, och förde med sig ett antal landsflyktiga som av politiska skäl gått i exil under Leo III:s pontifikat.
Stefan är begravd i Peterskyrkan.